# Trudi Lacey
Trudi Lacey (ur. 12 grudnia 1958 w Clifton Forge) – amerykańska koszykarka występująca na pozycji rzucającej, następnie trenerka i działaczka koszykarka.
W latach 1997–2001 pełniła funkcję asystentki dyrektora kadry USA kobiet, pomagając w zdobyciu złotego medalu podczas igrzysk olimpijskich w Sydney (2000).

## Osiągnięcia
Na podstawie, o ile nie zaznaczono inaczej.

### Zawodnicze

#### AIAW
- Uczestniczka rozgrywek:
  - Elite 8 turnieju AIAW (1978)
  - Sweet 16 turnieju (1978, 1980, 1981)
- Mistrzyni:
  - turnieju konferencji Atlantic Coast (ACC – 1979, 1980)
  - sezonu zasadniczego konferencji ACC (1978, 1980)
- Zaliczona do:
  - I składu:
    - All-America (1979, 1980 przez American Women’s Sports Federation)
    - ACC (1978–1981)
    - turnieju ACC (1978–1981)

  - ACC All-Legend Team (2007)
  - II składu All-America (1981 przez Basketball Weekly)
  - Galerii Sław Sportu North Carolina State – N.C. State Athletics Hall of Fame
- Drużyna NC State Wolfpack zastrzega należący do niej numer (2000)

#### Reprezentacja
- Mistrzyni uniwersjady (1983)
- Wicemistrzyni uniwersjady (1981)

### Trenerskie

#### Trenerka główna
- Zaliczona do Galerii Sław Sportu Karoliny Północnej – North Carolina Sports Hal Of Fame (2023)

#### Asystentka
- Wicemistrzyni WNBA (2001)
- Brąz Pucharu Williama Jonesa (1995)
- Rozgrywki turnieju Sweet 16 NCAA (1984)